# Samy Deluxe
Samuel Sorge, znany również jako Samy Deluxe, a w przeszłości także Sam Semilia, Wickeda MC i Big Baus of the Nauf (ur. 19 grudnia 1977 roku w Hamburgu) – niemiecki muzyk hip-hopowy i producent muzyczny sudańskiego pochodzenia. Poza karierą solową występował w zespołach Dynamite Deluxe (z DJ-ami Dynamite i Tropfem), ASD (duet z Afrobem) i w antyrasistowskim projekcie Brothers Keepers m.in. z Afrobem i Xavierem Naidoo. Współpracował m.in. z Janem Delayem i Christiną Milian, z którą nagrał utwór "Dip it low". Jeden z najbardziej rozpoznawalnych czarnoskórych raperów w Niemczech.

## Dyskografia

### Albumy solowe
- (2001) Samy Deluxe LP
- (2004) Verdammtnochma!
- (2009) Dis Wo Ich Herkomm
- (2011) SchwarzWeiss

### Single
- (1997) Dynamite Deluxe – Deluxe Stylee (Vinyl-12"
- (1998) Dynamite Deluxe – Pures Gift (Vinyl-12")
- (1998) Dynamite Deluxe – Ultimative Freestyletape (z Das Bo)
- (1999) Dynamite Deluxe – Samy Deluxe/MCees (Vinyl-12")
- (1999) Dynamite Deluxe – The Classic Vinyl Files EP
- (1999) Absolute Beginner – Füchse (mit Samy Deluxe)
- (1999) Stieber Twins – Malaria (mit Max Herre & Samy Deluxe) (MZEE-Records, 12)
- (2000) Dynamite Deluxe – Ladies & Gentlemen
- (2000) Dynamite Deluxe – Wie Jetzt?
- (2000) Dynamite Deluxe – Grüne Brille EP
- (2001) Samy Deluxe – Samy, war das alles?
- (2001) Samy Deluxe – Hab Gehört...
- (2001) Samy Deluxe – Internetional Love
- (2001) Samy Deluxe – Weck mich auf
- (2001) Samy Deluxe & D-Flame – Fire
- (2001) Samy Deluxe – Rache ist süss (Vinyl)
- (2001) Samy Deluxe – Sell Out Samy (Weck mich auf-Single)
- (2003) ASD – Sneak Preview
- (2003) ASD – Sag Mir Wo Die Party Ist!
- (2003) ASD – Hey Du (Nimm Dir Zeit)
- (2004) Melbeatz – OK (z Kool Savas & Samy Deluxe)
- (2004) Christina Milian – Dip it low (z Samy Deluxe)
- (2004) Samy Deluxe – Zurück
- (2004) Samy Deluxe – Warum
- (2005) Samy Deluxe – Sell out Samy (12")
- (2005) Samy Deluxe – Generation EP
- (2005) Samy Deluxe – Let's Go
- (2006) Samy Deluxe – Cap Song
- (2008) Samy Deluxe – Dynamit!
- (2009) Samy Deluxe – Bis die Sonne rauskommt
- (2009) Samy Deluxe – Musik, um durch den Tag zu kommen
- (2011) Samy Deluxe – PoesieAlbum

### Albumy
- (2000) Deluxe Soundsystem jako Dynamite Deluxe
- (2003) Wer Hätte Das Gedacht? jako ASD
- (2005) Deluxe Records Let's Go jako Samy Deluxe, Headliners & Illo